# Bisdom Joaçaba
Het bisdom Joaçaba (Latijn: Dioecesis Ioassabensis) is een rooms-katholiek bisdom met als zetel Joaçaba, in Brazilië. Het bisdom is suffragaan aan het aartsbisdom Florianópolis.

## Geschiedenis
Het bisdom werd opgericht op 12 juni 1975, uit delen van de bisdommen Caçador, Chapecó en Lages.

## Parochies
Het bisdom had in 2021 een oppervlakte van 10.284 km2 en telde 321.964 inwoners waarvan 78,5% rooms-katholiek was.

## Bisschoppen
- Henrique Müller (27 juni 1975 - 17 maart 1999)
- Osório Claudio Bebber (17 maart 1999 - 9 april 2003)
- Walmir Alberto Valle (9 april 2003 - 14 april 2010)
- Mário Marquez (22 december 2010 - heden)

Florianópolis (aartsbisdom) · Blumenau · Caçador · Chapecó · Criciúma · Joaçaba · Joinville · Lages · Rio do Sul · Tubarão